# André Tacquet
Pour les articles homonymes, voir Tacquet.
André Tacquet, né le 23 juin 1612 à Anvers (dans les Pays-Bas méridionaux) et y décédé le 22 décembre 1660 est un prêtre jésuite brabançon et mathématicien de renom.

## Éléments de biographie
Il entre au noviciat des Jésuites le 31 octobre 1629, à Malines. Outre la formation jésuite habituelle de philosophie et théologie, suivie de l'ordination sacerdotale le 21 mars 1643 (à Louvain), il étudie les mathématiques, la physique et la logique à l'université de Louvain. À la fameuse école de mathématiques d'Anvers il a pour professeur Grégoire de Saint-Vincent. Lorsqu'il enseigne à Louvain, en 1644, il y a comme élève Ferdinand Verbiest, plus tard missionnaire en Chine et mathématicien à la cour impériale.

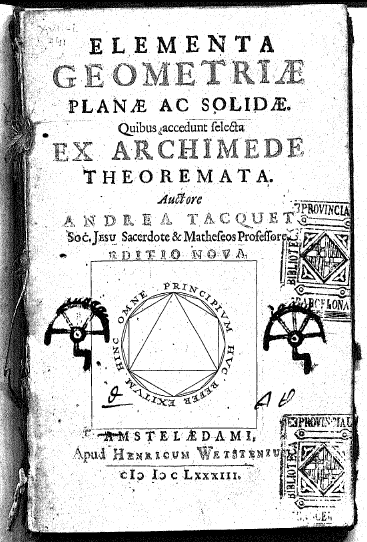
Page de titre de son Elementa Geometriae...

Tacquet est un des pionniers dans le domaine du calcul infinitésimal, ensuite développé par John Wallis.

## Reconnaissance
Un cratère lunaire porte son nom.

## Écrits
- Opera Omnia Cylindricorum et Annularium, Anvers, 1651.
- Elementa Geometriae, Anvers, 1654. Le livre fut utilisé comme manuel scolaire à travers toute l'Europe durant les XVIIe et XVIIIe siècles, et traduit en italien et anglais.
- Arithmetica Theoria et Praxis, Louvain, 1656. texte intégral Le livre fut utilisé comme manuel scolaire à travers toute l'Europe durant les XVIIe et XVIIIe siècles, et traduit en italien et anglais.
- Cylindricorum et annularium liber V, Anvers, 1659. texte intégral
- Elementa Euclideae, geometriae, Amsterdam, 1725. texte intégral